# Leste Aricanduva
El Centro Comercial Leste Aricanduva es un centro comercial de la ciudad brasileña de São Paulo. Fue inaugurado el 19 de septiembre de 1991. Es el centro comercial más grande de Brasil, el más grande de Latinoamérica y el decimoctavo más grande del mundo. Posee 577 comercios y 406 mil metros cuadrados de área construida, además de estacionamiento para más de 15 mil vehículos. A pesar del nombre, está ubicado en el distrito de Cidade Líder, en São Paulo. Su nombre se debe a la avenida donde está ubicado.
Es parte del complejo Shopping Center Leste Aricanduva, el Interlar Aricanduva, responsable por el sector de muebles y decoración y el Auto Shopping São Paulo, el mayor shopping de concesionarias de vehículos del país, con más de 10 agencias de diferentes marcas.
También, el shopping cuenta con un hipermercado (Assaí Atacadista), dos tiendas de bricolaje y materiales de construcción (C&C y Dicico), mercaderías al por mayor (Makro), comisaría de tránsito de la Detran y un circuito para test drive.
En la parte de ocio, el shopping cuenta con el mayor complejo de cines de la capital paulista, con 13 salas de la cadena Cinemark, siendo la más grande de ellas con capacidad para 546 personas y con una pantalla de 184 m².
El shopping posee una pista de skate, centro de convenciones y atracciones mecánicas, además del campus Shopping Aricanduva de la Universidad Sant'Anna, el cual se encuentra dentro del mismo shopping.
Todos los años en el mes de octubre desde 2003, dicho shopping organiza la Maratón Aricanduva. Dicha maratón fue agendada como parte del calendario oficial de eventos del municipio de São Paulo, de acuerdo con la Ley N.º 14,489, promulgada el 23 de julio del 2007 por el entonces prefecto Gilberto Kassab. Dicho evento se realiza como un programa de promoción de la práctica de deportes que beneficia a la salud. La maratón tiene un trayecto de 9 kilómetros y se entregan premios en reales al ganador.
El centro comercial se ha convertido en una de las áreas de ocio más importantes de las Zonas Este 1 y Este 2 de São Paulo, siendo, por ejemplo, uno de los únicos lugares en estas regiones que tiene salas de cine (actualmente también hay salas de cine en el Shopping Metro Itaquera). A partir de 2003, el establecimiento pasó a albergar el Plasma Radical & Skate Park, que se convirtió en un gran punto de encuentro para los jóvenes de la región, hasta que cerró en 2009. El centro comercial también fue el primero en albergar una escuela de samba , GRCES Leandro de Itaquera . 
Paralelamente al cambio en el perfil económico de los barrios de Aricanduva y Carrão , el centro comercial presenta nuevas opciones de tiendas para las clases media y media-alta del barrio y de la región, compitiendo con el Shopping Anália Franco, como patrón de los menos favorecidos las clases van al Shopping Metrô Itaquera. Como ejemplo de la expansión de tiendas y restaurantes de alta gama, en 2013 se inauguró la segunda unidad de la cadena de restaurantes estadounidense Outback Steakhouse en la Zona Este de São Paulo.

## Líneas de ómnibus
Las sigiuientes líneas de ómnibus urbanos de SPTrans, finalizan su trayecto en el Shopping:
| Línea | Prefijo | Destino                                              |
| ----- | ------- | ---------------------------------------------------- |
| 2191  | 10      | Terminal Parque Dom Pedro II via Shop. Anália Franco |
| 2522  | 10      | Vila Progesso                                        |
| 3020  | 31      | Conj. José Bonifacio                                 |
| 3032  | 10      | Terminal Vila Carrão vía Pq. Savoy City (Circular)   |
| 364A  | 10      | Hospital Ipiranga                                    |
| 3721  | 10      | Metro Artur Alvim vía ↕ Itaquera y Jd. Marilia       |
| 3729  | 10      | Metro Carrão                                         |
| 3731  | 10      | Metro Vila Matilde                                   |
| 3737  | 10      | Metro Guilhermina-Esperança                          |
| 3791  | 10      | Metro Artur Alvim vía Hosp. Nhocuné                  |